# The Coming
The Coming — дебютный студийный альбом американского рэпера Busta Rhymes, вышедший в 1996 году на лейбле Elektra Records. В альбоме приняли участия товарищи Busta Rhymes по группе Leaders of the New School: Milo in de Dance, Charlie Brown и Dinco D.
Альбом коммерчески удался в продажах, и достиг отметки #6 в чарте Billboard 200, и #1 в чарте Top R&B/Hip-Hop Albums. Вскоре, альбом достиг статуса платины, и получил оценки 4,5 из 5, по мнению редакции Allmusic.

## Список композиций
1. «The Coming» (Intro)
2. «Do My Thing»
3. «Everything Remains Raw»
4. «Abandon Ship» (при участии: Rampage)
5. «Woo-Hah!! Got You All in Check»
6. «It's a Party» (при участии: Zhané)
7. «Hot Fudge»
8. «Ill Vibe» (при участии: Q-Tip)
9. «Flipmode Squad Meets Def Squad» (при участии: Jamal, Keith Murray, Lord Have Mercy, Rampage, Redman)
10. «Still Shining»
11. «Keep It Movin'» (при участии: Leaders of the New School)
12. «The Finish Line»
13. «The End of the World» (Outro)

## Семплы
| - «The Coming (Intro)» - «Goin' Down» — Ol' Dirty Bastard - «Everything Remains Raw» - «Bess You Is My Woman Now» — Miles Davis - «Abandon Ship» - «Tell Me How Do You Feel» — Lee Michaels - «Woo Hah!! Got You All in Check» - «Space» — Galt MacDermot - «8th Wonder» — Sugarhill Gang | - «Ill Vibe» - «Dizzy» — Hugo Montenegro - «Still Shining» - «Scenario (remix)» — A Tribe Called Quest - «Keep It Movin'» - «Ecstasy» — Ohio Players |